# Nam Chính, Đức Linh
Nam Chính là một xã thuộc huyện Đức Linh, tỉnh Bình Thuận, Việt Nam.

## Địa lý
Xã Nam Chính nằm ở phía nam của huyện Đức Linh, cách trung tâm huyện 3 km, có vị trí địa lý:
- Phía đông giáp thị trấn Võ Xu
- Phía tây giáp thị trấn Đức Tài
- Phía nam giáp xã Vũ Hòa
- Phía bắc giáp tỉnh Đồng Nai và xã Đa Kai.

Xã Nam Chính có diện tích 51,69 km², dân số năm 2018 là 15.379 người, mật độ dân số đạt 298 người/km².
Tỉnh lộ 766 chạy qua địa bàn xã Nam Chính, là trục đường chính của xã, với chiều dài 2,3 km.

## Hành chính
Xã Nam Chính được chia thành 10 thôn: 1, 2, 3, 4, 5, 6, 7, 8, 9, 10.

## Lịch sử
Ngày 13 tháng 3 năm 1979, Hội đồng Chính phủ ban hành Quyết định 104-CP. Theo đó, đổi tên xã Nam Chính thành xã Đức Chính.
Ngày 28 tháng 11 năm 1983, Hội đồng Bộ trưởng ban hành Quyết định 140-HĐBT. Theo đó, chia xã Nam Chính thành hai xã Nam Chính và Đức Chính.
Trước khi sáp nhập, xã Nam Chính có diện tích 27,94 km², dân số là 9.609 người, mật độ dân số đạt 344 người/km², gồm 6 thôn. Xã Đức Chính có diện tích 23,75 km², dân số là 5.770 người, mật độ dân số đạt 243 người/km².
Ngày 21 tháng 11 năm 2019, Ủy ban Thường vụ Quốc hội ban hành Nghị quyết số 820/NQ-UBTVQH14 về việc sắp xếp các đơn vị hành chính cấp xã thuộc tỉnh Bình Thuận (nghị quyết có hiệu lực từ ngày 1 tháng 1 năm 2020). Theo đó, sáp nhập toàn bộ diện tích và dân số của xã Đức Chính trở lại vào xã Nam Chính.